# Fiction Factory
Fiction Factory fue una banda escocesa de new wave y synth pop formada en Perth (Escocia) en 1983.
Antes de comenzar a tocar como Fiction Factory, Kevin Patterson (voz), Eddie Jordan (teclados), Grant Taylor (trompeta) y Chic Medley (guitarra) formaron parte de The Rude Boys, más tarde abreviado a The RB's, una banda skinhead de ska. CBS le pidió a la banda que creara un grupo para tocar en conciertos, por lo que reclutaron a Graham McGregor (bajo) y a Mike Ogletree (batería y percusión), exbaterista de Simple Minds. 
La canción «(Feels Like) Heaven», segundo single del grupo, se convirtió en un hit Top 10 británico en 1984, alcanzando también el Top 10 en Alemania, Bélgica, Irlanda y Suiza. El tema fue utilizado en un anuncio de televisión para Reese's Peanuts Butter Cups en 2009.
Después de su segundo álbum, Another Story, Fiction Factory se disolvió en 1987.
La banda se reunió solo para el Rewind Festival (2011), contando con los miembros originales Kevin Patterson, Chic Medley, Graham McGregor y Eddie Jordan.

## Miembros
- Kevin Patterson (5 de marzo de 1960): voz
- «Chic» [Charles] Medley (4 de noviembre de 1958): guitarra
- Graham McGregor: bajo
- «Eddie» [Edward] Jordan (14 de marzo de 1958): teclados
- Mike Ogletree (1 de mayo de 1956): batería y percusión

## Discografía

### Álbumes
- Throw the Warped Wheel Out (1984)
- Another Story (1985)

### Sencillos
- «Ghost of Love» (1984)
- «(Feels Like) Heaven» (1984)
- «All or Nothing» (1984)
- «Time Is Right» (1985)
- «Not the Only One» (1985)
- «No Time» (1985)